# Кусьне
Кусьне (пол. Kuśnie) — село в Польщі, у гміні Серадз Серадзького повіту Лодзинського воєводства.
Населення — 238 осіб (2011).
У 1975—1998 роках село належало до Серадзького воєводства.

## Демографія
Демографічна структура станом на 31 березня 2011 року:
|          | Загалом | Допрацездатний вік | Працездатний вік | Постпрацездатний вік |
| -------- | ------- | ------------------ | ---------------- | -------------------- |
| Чоловіки | 125     | 32                 | 82               | 11                   |
| Жінки    | 113     | 34                 | 58               | 21                   |
| Разом    | 238     | 66                 | 140              | 32                   |